# Бходжа II (династія Парамара)
Бходжа II — індійський правитель Малави з династії Парамара.

## Життєпис
Син Джаявармана II. Посів трон 1283 року після повалення свого брата Арджунавармана II прадханом (першим міністром) Гогадевою. Останній деякий час зберігав фактичну владу. Невдовзі зазнав поразки від Хаммірадеви Чаухана, раджи Ранастамбхапури. Наслідком став остаточний занепад держави. 
Дата смерті Бходжі II невідома. Його наступником став брат Махалакадева.